# Chikkmannur, Ron
Chikkmannur là một làng thuộc tehsil Ron, huyện Gadag, bang Karnataka, Ấn Độ.